# Résurgence (hydrologie)
Pour les articles homonymes, voir Résurgence (homonymie).

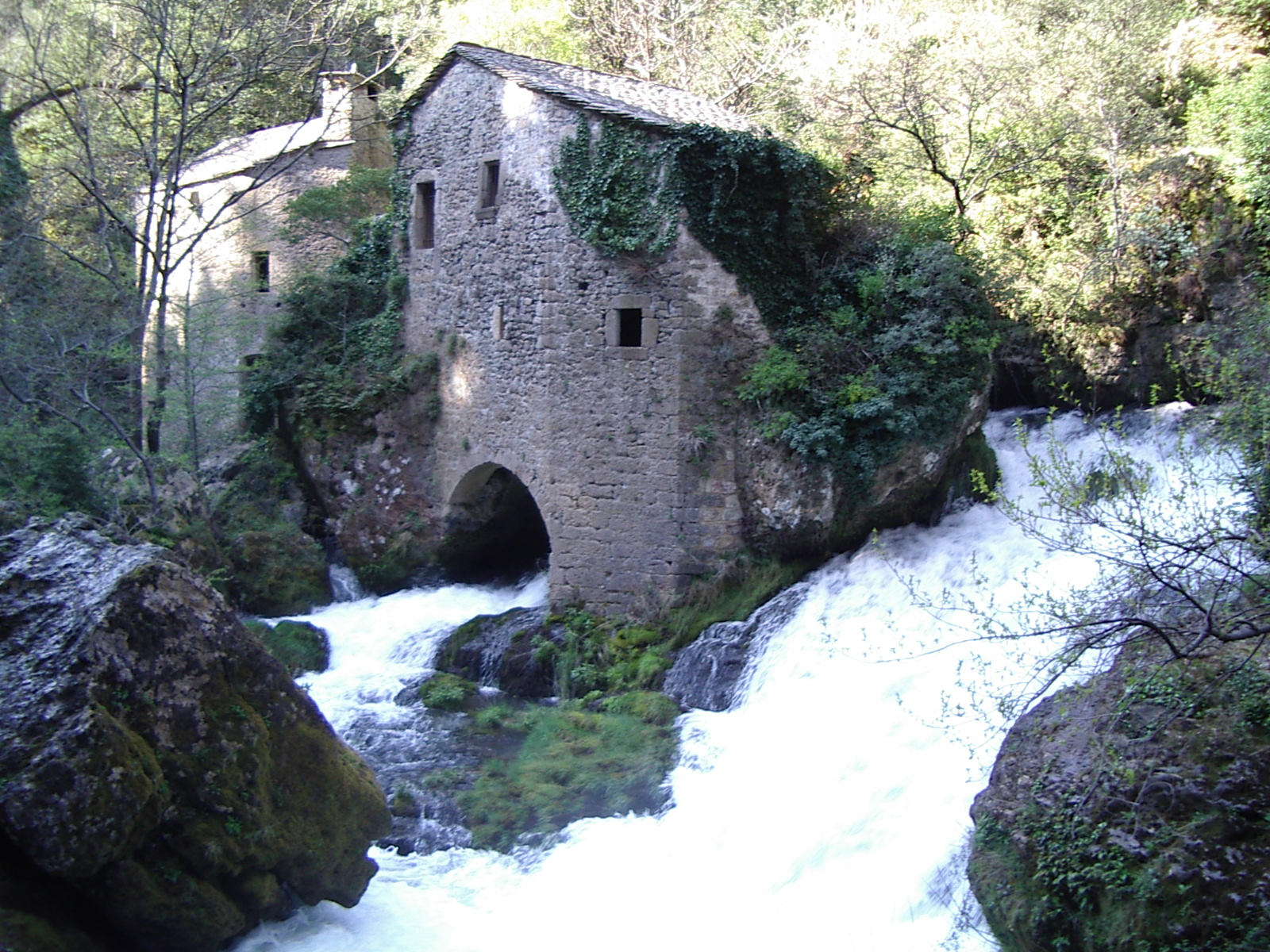
La résurgence de la Vis dans le Gard.

En hydrographie et en hydrologie, une résurgence est la réapparition à l'air libre, après un parcours souterrain, d'un écoulement d'eaux de surface qui avait disparu en amont dans une perte. C'est un élément d'un système hydrogéologique karstique. Le lieu où se produit la résurgence est une exsurgence.
Le lien hydrogéologique entre la perte et la résurgence est vérifié le plus souvent par déversement d'un peu de fluorescéine dans la perte, suivi du constat de la coloration de l'eau à la résurgence.

## Exemples
- la Garonne au Guelh de Joèu dans le Val d'Aran (Espagne);

En France :
- l'Ain aux pertes de l'Ain dans le Jura ;
- le Bonheur à l'abîme de Bramabiau, dans le Gard ;
- le Boulon à la fontaine de Saint-Sulpice, en Loir-et-Cher ;
- la Loue dans le Doubs ;
- la Venelle et une partie de la Tille vers la source de la Bèze sur la commune de Bèze (Côte-d'Or) ;
- la Vis à la foux de la Vis (Gard).

## Galerie

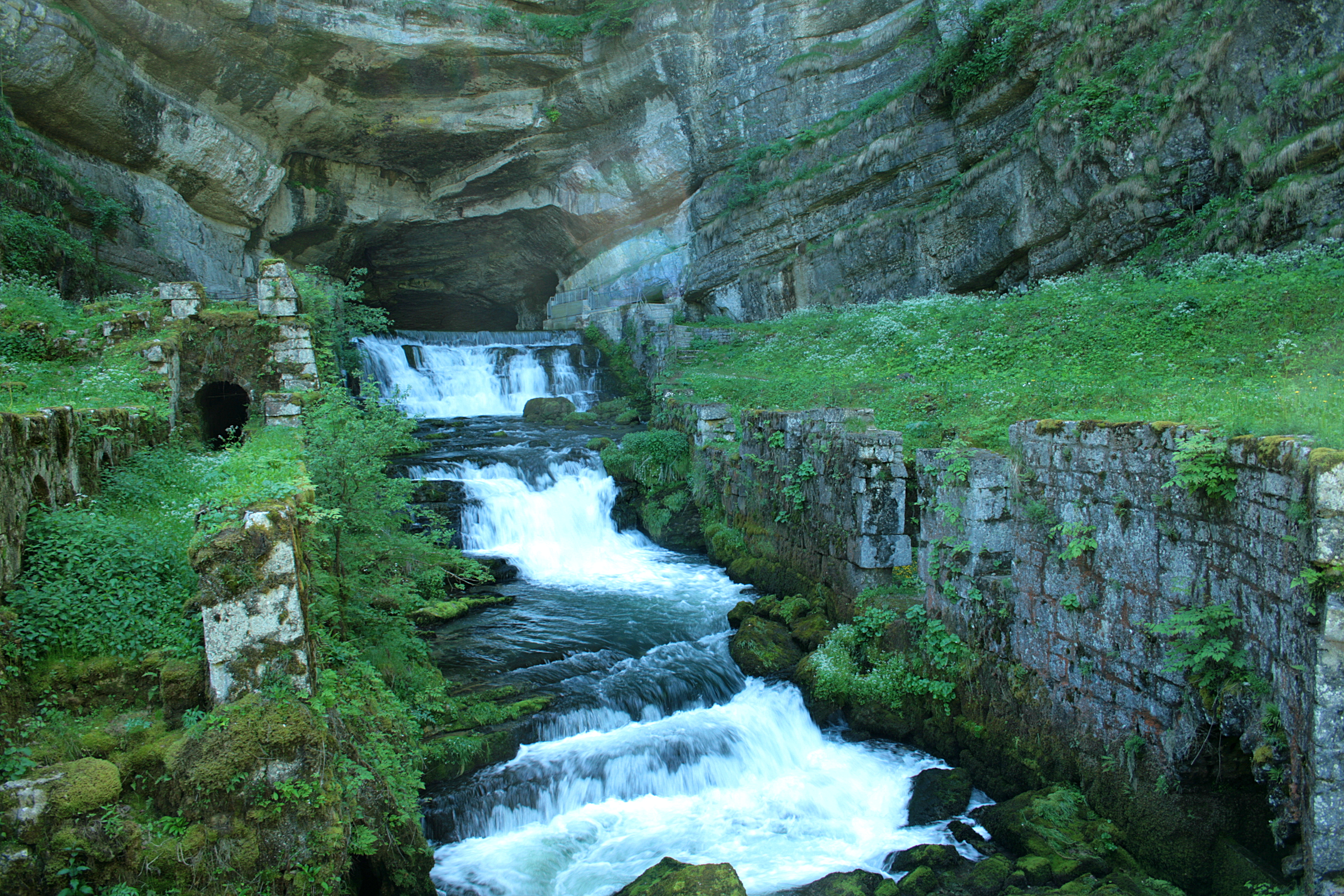
La source de la Loue.
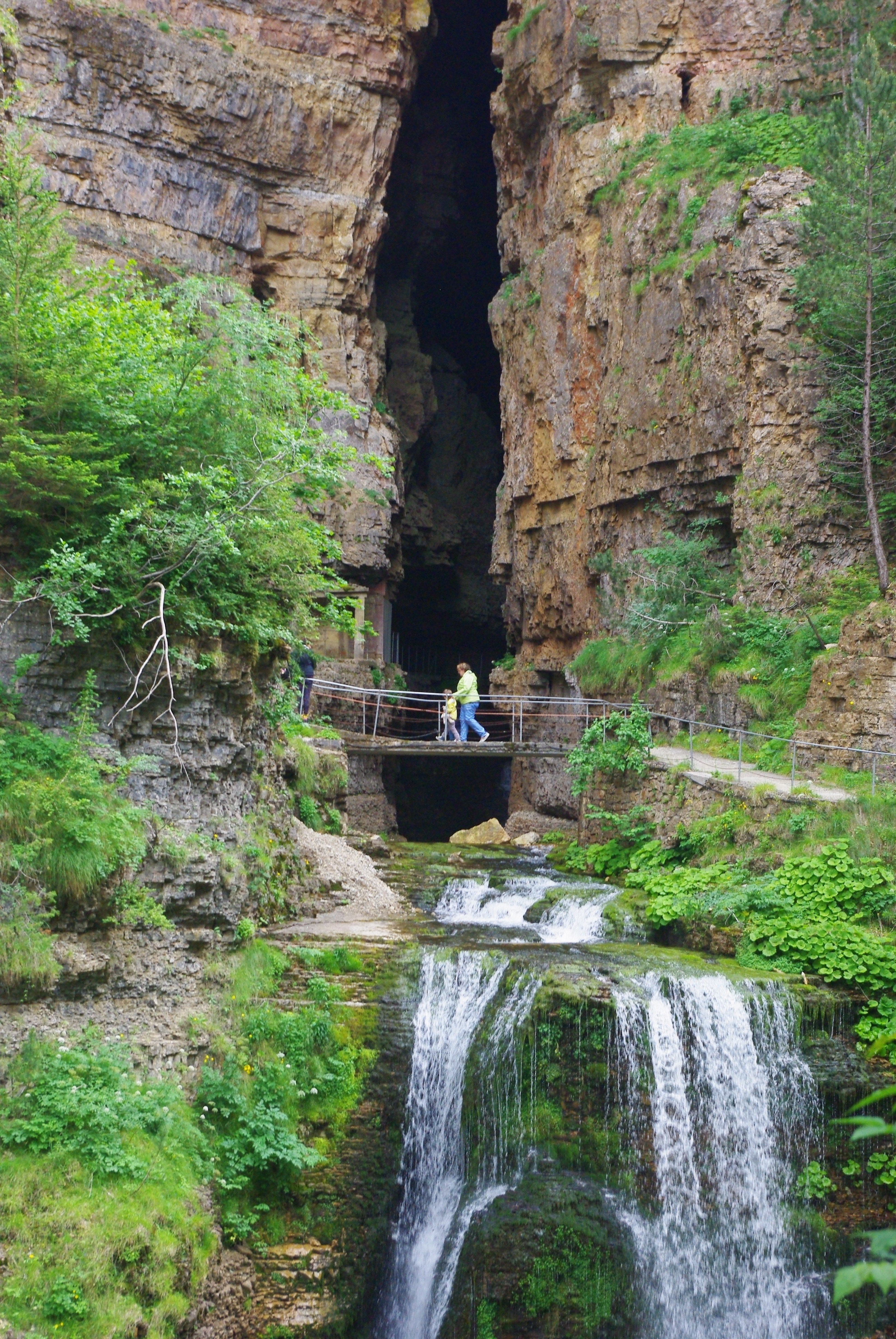
Le Bonheur à l'abîme de Bramabiau.